# جوزيفينا توبالي
جوزيفينا كوبا توبالي (بالألبانية: Jozefina Topalli‏) هيَ سياسية ألبانية، حيثُ كانت رئيسة البرلمان الألباني منذُ 3 سبتمبر 2005، وكانت أيضاً نائب رئيس الحزب الديمقراطي الألباني.

## حياتها
تخرجت جوزيفينا من جامعة لويجي غوراكي في شقودرة بتخصص مزدوج في الرياضيات وَالقانون، وقد درست فيما بعد العلاقات الدولية في جامعة بادوفا في إيطاليا، ثُم حصلت على درجة الماجستير في الإدارة العامة والدراسات الأوروبية من جامعة تيرانا، وفي عام 2010 حصلت على درجة الدكتوراة. تُتقن جوزيفينا اللغة الإنجليزية والروسية والإيطالية والفرنسية.
في الفترة ما بين 1992 حتى 1995 عملت في غرفة التجارة في مدينة شقودرة، وفي الفترة ما بين 1995 حتى 1996 شغلت منصب مستشار ومحاضر في جامعة لويغي غوراكي في شكودرا، كما كانت توبالى عضو في المجلس التشريعي الوطني منذ عام 1997، وفي عام 2005 انتخبت رئيساً لجمعية جمهورية ألبانيا.
في شهر نيسان عام 2012، مَنحت بلدية كير في جمهورية مقدونيا لقب «المواطن الفخري» للسيدة جوزيفينا.